# Самарівська міська рада

Партійний розподіл міської ради Самарі станом на 01.02.2025:
Позафракційні: (7)
Слуга народу: (6)
Зелені: (4)
Європейська Солідарність: (4)
Пропозиція: (4)
Батьківщина: (4)
Блок Вілкула «Українська перспектива»: (3)
Нова політика: (3)
За майбутнє: (3)

Сама́рівська міська́ ра́да — орган місцевого самоврядування Новомосковської міської громади у Самарівському районі Дніпропетровської області. До 17 липня 2020 року існувала як адміністративно-територіальна одиниця з адміністративним центром у місті Самарі.

## Населені пункти
Міській раді підпорядковані населені пункти:
- м. Самар

## Склад ради
Рада складається з 38 депутатів та голови.
- Голова ради: Рєзнік Сергій Олександрович
- Секретар ради: Артюнов Володимир Левонович

| ПІБ                         | Основні відомості                                                                                | Дата обрання | Дата звільнення |
| --------------------------- | ------------------------------------------------------------------------------------------------ | ------------ | --------------- |
| Літвіщенко Віктор Іванович  | Міський голова, 1954 року народження, член Партії промисловців і підприємців України             | 26.03.2006   | 31.10.2010      |
| Мороз Сергій Анатолійович   | Міський голова, 1961 року народження, освіта вища, член Всеукраїнського об'єднання «Батьківщина» | 31.10.2010   | 25.10.2015      |
| Літвіщенко Віктор Іванович  | Міський голова, 1954 року народження, освіта вища, безпартійний                                  | 25.10.2015   | 25.10.2020      |
| Рєзнік Сергій Олександрович | Міський голова, 1974 року народження, дві вищі освіти, безпартійний.                             | 25.10.2020   |                 |

Примітка: таблиця складена за даними сайту Верховної Ради України та ЦВК

### Депутати VIII скликання
За результатами місцевих виборів 2020 року депутатами ради стали:
| Суб'єкт висування                                         | Кількість    |
| --------------------------------------------------------- | ------------ |
| Політична партія «Опозиційна платформа – за життя»        | 7 / 38 (18%) |
| Політична партія «Слуга народу»                           | 6 / 38 (16%) |
| Політична партія «Партія Зелених України»                 | 4 / 38 (11%) |
| Політична партія «Європейська Солідарність»               | 4 / 38 (11%) |
| Політична партія «Пропозиція»                             | 4 / 38 (11%) |
| Політична партія «Всеукраїнське об'єднання «Батьківщина»» | 4 / 38 (11%) |
| Політична партія «Блок Вілкула «Українська перспектива»»  | 3 / 38 (8%)  |
| Політична партія «Нова політика»                          | 3 / 38 (8%)  |
| Політична партія «За майбутнє»                            | 3 / 38 (8%)  |

### Депутати VII скликання
За результатами місцевих виборів 2015 року депутатами ради стали:
| Суб'єкт висування                                          | Кількість     |
| ---------------------------------------------------------- | ------------- |
| Політична партія «Опозиційний блок»                        | 13 / 36 (36%) |
| Партія «Блок Петра Порошенка «Солідарність»»               | 6 / 36 (17%)  |
| Політична партія «Українське Об'єднання патріотів — УКРОП» | 4 / 36 (11%)  |
| Політична партія «Відродження»                             | 4 / 36 (11%)  |
| Політична партія «Партія Зелених України»                  | 4 / 36 (11%)  |
| Політична партія «Всеукраїнське об'єднання «Батьківщина»»  | 3 / 36 (8%)   |
| Політична партія «Радикальна партія Олега Ляшка»           | 2 / 36 (6%)   |

| № округу                                                   | Прізвище, ім'я, по батькові        | Дата нар.  | Освіта              | Партійна приналежність                                           | Відомості |
| ---------------------------------------------------------- | ---------------------------------- | ---------- | ------------------- | ---------------------------------------------------------------- | --- |
| Політична Партія «Опозиційний блок»                        |                                    |            |                     |                                                                  | |
| пк                                                         | Фрейдін Олексій Валерійович        | 02.05.1972 | вища                | безпартійний                                                     | Дочірнє підприємство «Агорофірма Вікторія», заступник директора з комерційних питань                                                                                 |
| 13                                                         | Жовненко Василь Іванович           | 14.10.1964 | вища                | член Політичної Партії «Опозиційний блок»                        | ТОВ Орільський об'єднаний елеватор", інженер цеху рослинництва |
| 20                                                         | Корчевська Валентина Василівна     | 15.05.1952 | професійно-технічна | безпартійна                                                      | пенсіонер |
| 23                                                         | Козаченко Галина Сергіївна         | 02.12.1952 | професійно-технічна | член Політичної Партії «Опозиційний блок»                        | Новомосковський комбінат комунальних підприємств, голова профкому |
| 4                                                          | Морозов Костянтин Миколайович      | 15.09.1977 | вища                | безпартійний                                                     | тимчасово не працює |
| 6                                                          | Фінько Володимир Миколайович       | 22.06.1972 | вища                | член Політичної Партії «Опозиційний блок»                        | ТОВ «Фармфорвард», директор |
| 2                                                          | Шаповалова Лариса Григорівна       | 20.04.1972 | вища                | безпартійна                                                      | ТОВ «Новомосковський агротехсервіс», юрисконсульт |
| 32                                                         | Бочкарь Олександр Миколайович      | 11.06.1967 | професійно-технічна | член Політичної Партії «Опозиційний блок»                        | ТОВ «Дніпропетровський тепличний комбінат», директор |
| 21                                                         | Поздняков Сергій Миколайович       | 22.07.1979 | вища                | член Політичної Партії «Опозиційний блок»                        | ПАТ «ІНТЕРПАЙП НМТЗ», начальник цеху з енергопостачання |
| 3                                                          | Васильєв Дмитро Олегович           | 29.03.1978 | вища                | безпартійний                                                     | ТОВ «Дніпропетровський хлібокомбінат № 11», виконавчий директор |
| 7                                                          | Барсук Михайло Олександрович       | 29.07.1978 | вища                | член Політичної Партії «Опозиційний блок»                        | РКП «Об'єднане», директор |
| 5                                                          | Александрович Андрій Володимирович | 16.06.1981 | вища                | безпартійний                                                     | тимчасово не працює |
| 35                                                         | Петрусенко Зоя Олександрівна       | 16.08.1954 | професійно-технічна | безпартійна                                                      | пенсіонер |
| ПАРТІЯ "БЛОК ПЕТРА ПОРОШЕНКА «СОЛІДАРНІСТЬ»                |                                    |            |                     |                                                                  | |
| пк                                                         | Горошко Сергій Григорович          | 03.05.1969 | вища                | безпартійний                                                     | Помічник-констультант на громадських засадах народного депутата України В. Г. Нестеренка                                                                             |
| 19                                                         | Гаркавенко Олександр Іванович      | 13.07.1968 | вища                | член ПАРТІЇ "БЛОК ПЕТРА ПОРОШЕНКА «СОЛІДАРНІСТЬ»                 | Товариство з обмеженою відповідальністю «Агроальянс», директор |
| 34                                                         | Сидорчук Павло Миколайович         | 06.10.1978 | вища                | безпартійний                                                     | Державна фіто санітарна інспекція Дніпропетровської області, начальник відділу дозвільної системи Управління державного нагляду- державний фіто санітарний інспектор |
| 17                                                         | Вишневський Юрій Вікторович        | 26.03.1979 | вища                | член ПАРТІЇ "БЛОК ПЕТРА ПОРОШЕНКА «СОЛІДАРНІСТЬ»                 | Товариство з обмеженою відповідальністю «Дніпровський хлібокомбінат № 11», генеральний директор                                                                      |
| 27                                                         | Білий Іван Іванович                | 06.07.1951 | вища                | член ПАРТІЇ "БЛОК ПЕТРА ПОРОШЕНКА «СОЛІДАРНІСТЬ»                 | пенсіонер |
| 25                                                         | Земляний Сергій Володимирович      | 05.02.1968 | вища                | член ПАРТІЇ "БЛОК ПЕТРА ПОРОШЕНКА «СОЛІДАРНІСТЬ»                 | Комунальний заклад «Новомосковська центральна міська лікарня» Дніпропетровської обласної ради, лікар дерматовенеролог                                                |
| Партія «Відродження»                                       |                                    |            |                     |                                                                  | |
| пк                                                         | Дакова Тетяна Дмитрівна            | 01.10.1960 | вища                | член Партії «Відродження»                                        | Виконком Самарівської міської ради, заступник міського голови, начальник фінансового відділу                                                                         |
| 24                                                         | Кузнєцов Володимир Ларіонович      | 03.03.1959 | загальна середня    | член Партії «Відродження»                                        | Станція екстреної медичної допомоги м. Самар, водій |
| 18                                                         | Коротич Світлана Єгорівна          | 18.02.1952 | вища                | безпартійна                                                      | КЗ "Новомосковська ЦМЛ «ДОР», завідувачка акушерсько-гінекологічного відділення                                                                                      |
| 29                                                         | Заблуда Віктор Миколайович         | 27.12.1961 | загальна середня    | член Партії «Відродження»                                        | Приватний підприємець |
| Партія Зелених України                                     |                                    |            |                     |                                                                  | |
| пк                                                         | Лєбєдєв Роман Георгійович          | 28.10.1954 | загальна середня    | член Партії Зелених України                                      | ПП «Новомед», директор |
| 33                                                         | Карачевцев Юрій Васильович         | 19.07.1966 | вища                | безпартійний                                                     | КЗ «Орлівщанська рятувально-водолазна служба на воді», начальник |
| 35                                                         | Матвієнко Леонід Іванович          | 05.10.1957 | вища                | член Партії Зелених України                                      | приватний підприємець |
| 36                                                         | Кістриця Станіслав Степанович      | 14.09.1979 | загальна середня    | член Партії Зелених України                                      | Приватний підприємець |
| ПОЛІТИЧНА ПАРТІЯ «УКРАЇНСЬКЕ ОБ'ЄДНАННЯ ПАТРІОТІВ — УКРОП» |                                    |            |                     |                                                                  | |
| пк                                                         | Хорольська Олена Миколаївна        | 03.06.1973 | вища                | член ПОЛІТИЧНОЇ ПАРТІЇ «УКРАЇНСЬКЕ ОБ'ЄДНАННЯ ПАТРІОТІВ — УКРОП» | Новомосковський міськрайонний відділ лабораторних досліджень, завідувач відділу                                                                                      |
| 19                                                         | Сидорчук Олег Сергійович           | 02.02.1975 | вища                | член ПОЛІТИЧНОЇ ПАРТІЇ «УКРАЇНСЬКЕ ОБ'ЄДНАННЯ ПАТРІОТІВ — УКРОП» | Фізична особа-підприємець |
| 9                                                          | Яновський Кирило Євгенович         | 13.04.1995 | загальна середня    | член ПОЛІТИЧНОЇ ПАРТІЇ «УКРАЇНСЬКЕ ОБ'ЄДНАННЯ ПАТРІОТІВ — УКРОП» | Дніпропетровський національний університет ім. О. Гончара, студент                                                                                                   |
| 12                                                         | Нечта Надія Вікторівна             | 18.10.1975 | вища                | безпартійна                                                      | Фізична особа-підприємець |
| політична партія Всеукраїнське об'єднання «Батьківщина»    |                                    |            |                     |                                                                  | |
| пк                                                         | Резніченко Дмитро Віталійович      | 02.07.1979 | вища                | член політичної партії Всеукраїнське об'єднання «Батьківщина»    | Новомосковський міський центр фізичного здоров'я населення «Спорт для всіх», директор                                                                                |
| 22                                                         | Козлюк Микола Вікторович           | 11.05.1984 | вища                | член політичної партії Всеукраїнське об'єднання «Батьківщина»    | Юридична фірма «Ваше право», директор |
| 8                                                          | Мірошник Олександр Григорович      | 07.12.1975 | вища                | член політичної партії Всеукраїнське об'єднання «Батьківщина»    | ВКПП «Укрторгобладнання», директор |
| Радикальна партія Олега Ляшка                              |                                    |            |                     |                                                                  | |
| пк                                                         | Величко Олександр Данилович        | 12.02.1973 | вища                | член Радикальної партії Олега Ляшка                              | ТОВ ТЦ «Сім'я», директор |
| 22                                                         | Стець Галина Савелівна             | 19.04.1953 | професійно-технічна | член Радикальної партії Олега Ляшка                              | пенсіонер |

### Депутати VI скликання
За результатами місцевих виборів 2010 року депутатами ради стали:
| Суб'єкт висування                                         | Кількість обраних депутатів |
| --------------------------------------------------------- | --------------------------- |
| Політична партія «Партія регіонів»                        | 24 / 50 (48%)               |
| Політична партія «Всеукраїнське об'єднання «Громада»»     | 7 / 50 (14%)                |
| Політична партія «Всеукраїнське об'єднання «Батьківщина»» | 6 / 50 (12%)                |
| Політична партія «Комуністична партія України»            | 4 / 50 (8%)                 |
| Політична партія «Партія Зелених України»                 | 4 / 50 (8%)                 |
| Політична партія «Сильна Україна»                         | 2 / 50 (4%)                 |
| Політична партія «Фронт Змін»                             | 2 / 50 (4%)                 |
| Політична партія «Громадська сила»                        | 1 / 50 (2%)                 |

| № округу                                                | Прізвище, ім'я, по батькові       | Дата визнання обраним | Освіта           | Партійна приналежність                                      | Відомості про обраного депутата |
| ------------------------------------------------------- | --------------------------------- | --------------------- | ---------------- | ----------------------------------------------------------- | --- |
| Комуністична партія України                             |                                   |                       |                  |                                                             | |
| б/м                                                     | Шипко Аркадій Юрійович            | 03.11.2010            | вища             | член Комуністичної партії України                           | ТОВ «Стандарт», начальник відділу збуту |
| б/м                                                     | Ульянов Костянтин Вікторович      | 03.11.2010            | вища             | позапартійний                                               | ТОВ «Терра Групп», генеральний директор |
| б/м                                                     | Єфіменко Андрій Олександрович     | 03.11.2010            | незакінчена вища | член Комуністичної партії України                           | ТК «Лагуна», старший менеджер |
| 3                                                       | Морозов Костянтин Миколайович     | 03.11.2010            | вища             | позапартійний                                               | управління з питань внутрішньої політики Дніпропетровської ОДА, завідувач сектором                                                                              |
| Партія «Громадська сила»                                |                                   |                       |                  |                                                             | |
| б/м                                                     | Підодня Олександр Григорович      | 03.11.2010            | вища             | член Партії «Громадська сила»                               | ТОВ «Агропроменерго», директор |
| Партія Зелених України                                  |                                   |                       |                  |                                                             | |
| б/м                                                     | Воскобойник Олександр Миколайович | 03.11.2010            | вища             | позапартійний                                               | комунальний заклад «Дитячий заклад оздоровлення та відпочинку ім. Матросова» Дніпропетровської обласної ради, директор                                          |
| б/м                                                     | Головко Олександр Михайлович      | 03.11.2010            | вища             | член Партії Зелених України                                 | Новомосковська міська рада, секретар |
| 11                                                      | Лєбєдєв Роман Георгійович         | 03.11.2010            | середня          | член Партії Зелених України                                 | ПП «Новомед», директор |
| 15                                                      | Кузнєцов Володимир Ларіонович     | 03.11.2010            | середня          | позапартійний                                               | Новомосковська міська лікарня, водій виїзної бригади швидкої допомоги                                                                                           |
| Партія регіонів                                         |                                   |                       |                  |                                                             | |
| б/м                                                     | Антипов Юрій Миколайович          | 03.11.2010            | вища             | член Партії регіонів                                        | ВАТ «Інтерпайп Новомосковський трубний завод», голова правління                                                                                                 |
| б/м                                                     | Пузирь Костянтин Віталійович      | 03.11.2010            | середня          | член Партії регіонів                                        | комунальне підприємство Новомосковське міське бюро технічної інвентаризації, інженер з охорони праці                                                            |
| б/м                                                     | Піхотіна Любов Миколаївна         | 03.11.2010            | вища             | член Партії регіонів                                        | Новомосковський кооперативний коледж економіки та права ім. С. В. Литвиненка, директор                                                                          |
| б/м                                                     | Березюк Михайло Олексійович       | 03.11.2010            | вища             | член Партії регіонів                                        | профспілковий комітет ВАТ «Інтерпайп Новомосковський трубний завод», голова                                                                                     |
| б/м                                                     | Олійник Ігор Петрович             | 03.11.2010            | вища             | член Партії регіонів                                        | приватне підприємство «Айлант», директор |
| б/м                                                     | Коцюра Сергій Валентинович        | 03.11.2010            | вища             | член Партії регіонів                                        | міське комунальне підприємство «Новомосковськміськтранс», директор                                                                                              |
| б/м                                                     | Загоруйко Олександр Степанович    | 03.11.2010            | вища             | член Партії регіонів                                        | ТОВ Телерадіо компанія «Мета Плюс», директор |
| б/м                                                     | Соловйов Віталій Володимирович    | 03.11.2010            | вища             | член Партії регіонів                                        | приватний підприємець |
| б/м                                                     | Болкарьов Валентин Васильович     | 03.11.2010            | середня          | член Партії регіонів                                        | приватний підприємець «Крамаренко», заступник директора |
| 1                                                       | Кисельов Володимир Іванович       | 03.11.2010            | середня          | член Партії регіонів                                        | приватний підприємець |
| 4                                                       | Мазур Борис Васильович            | 03.11.2010            | вища             | член Партії регіонів                                        | Новомосковська міжрайонна виконавча дирекція Дніпропетровського обласного відділення фонду соціального страхування з тимчасової втрати працездатності, директор |
| 5                                                       | Васін Віктор Віталійович          | 03.11.2010            | вища             | член Партії регіонів                                        | Новомосковський технікум Металургійної Академії Украйни, директор                                                                                               |
| 6                                                       | Барсук Михайло Олександрович      | 03.11.2010            | вища             | член Партії регіонів                                        | приватний підприємець |
| 7                                                       | Білий Іван Максимович             | 03.11.2010            | вища             | член Партії регіонів                                        | пенсіонер |
| 8                                                       | Глущенко Анна Іванівна            | 03.11.2010            | середня          | член Партії регіонів                                        | приватний підприємець |
| 9                                                       | Косова Антоніна Олексіївна        | 03.11.2010            | вища             | член Партії регіонів                                        | Новомосковське управління пенсійного фонду України, начальник                                                                                                   |
| 13                                                      | Бурлаков Володимир Михайлович     | 03.11.2010            | вища             | член Партії регіонів                                        | професійно-технічне училище № 48, директор |
| 14                                                      | Нестеренко Любов Володимирівна    | 03.11.2010            | вища             | член Партії регіонів                                        | комунальний заклад "Новомосковська ЦРЛ ", заступник головного лікаря з поліклінічного розділу роботи                                                            |
| 16                                                      | Гребенкін Валерій Геннадійович    | 03.11.2010            | вища             | член Партії регіонів                                        | приватно — комерційна фірма «Автотехсервіс», директор |
| 19                                                      | Дюбін Євген Олексійович           | 03.11.2010            | вища             | член Партії регіонів                                        | ВАТ «Інтерпайп Новомосковський трубний завод» залізнично — дорожній цех, начальник служби руху                                                                  |
| 20                                                      | Немиришин Петро Іванович          | 03.11.2010            | вища             | член Партії регіонів                                        | середня загальноосвітня школа № 14, директор |
| 22                                                      | Білий Леонід Іванович             | 03.11.2010            | вища             | член Партії регіонів                                        | комунальний заклад «Новомосковська центральна міська лікарня», завідувач шкірно-венерологічного відділення                                                      |
| 23                                                      | Савчук Микола Тимофійович         | 03.11.2010            | вища             | член Партії регіонів                                        | 194 понтонно — мостовий загін Державної спеціальної служби транспорту Міністерства транспорту і зв'язку України, командир частини                               |
| 25                                                      | Сафарова Наталія Жанівна          | 03.11.2010            | середня          | член Партії регіонів                                        | квартальний комітет № 32, голова |
| Політична партія Всеукраїнське об'єднання «Батьківщина» |                                   |                       |                  |                                                             | |
| б/м                                                     | Козлов Олександр Петрович         | 03.11.2010            | вища             | член Всеукраїнського об'єднання «Батьківщина»               | «ПРОМСТАЛЬ», директор |
| б/м                                                     | Шаркун Олександр Григорович       | 03.11.2010            | вища             | член Всеукраїнського об'єднання «Батьківщина»               | приватне підприємство, керівник |
| б/м                                                     | Полушко Ульяна Ігорівна           | 03.11.2010            | середня          | член Всеукраїнського об'єднання «Батьківщина»               | тимчасово не працює |
| б/м                                                     | Пивоваров Сергій Григорійович     | 03.11.2010            | вища             | член Всеукраїнського об'єднання «Батьківщина»               | тимчасово не працює |
| б/м                                                     | Крамаренко Віктор Іванович        | 22.01.2011            | вища             | член Всеукраїнського об'єднання «Батьківщина»               | дитячо-спортивна юнацька школа, завгосп |
| 18                                                      | Поздняков Микола Анатолійович     | 03.11.2010            | вища             | член Всеукраїнського об'єднання «Батьківщина»               | загальноосвітня школа с. Хащеве, вчитель |
| Політична партія Всеукраїнське об'єднання «Громада»     |                                   |                       |                  |                                                             | |
| б/м                                                     | Дакова Тетяна Дмитрівна           | 03.11.2010            | вища             | член Політичної партії Всеукраїнського об'єднання «Громада» | «Індексбанк», керуючий відділенням |
| б/м                                                     | Гончар Сергій Юрійович            | 03.11.2010            | вища             | член Політичної партії Всеукраїнського об'єднання «Громада» | приватне підприємство «Ройк», директор |
| 2                                                       | Мірошник Олександр Григорович     | 03.11.2010            | вища             | член Політичної партії Всеукраїнського об'єднання «Громада» | приватний підприємець |
| 10                                                      | Коба Олександр Петрович           | 03.11.2010            | вища             | член Політичної партії Всеукраїнського об'єднання «Громада» | загальноосвітня школа № 6, директор |
| 12                                                      | Коротич Світлана Єгорівна         | 03.11.2010            | вища             | член Політичної партії Всеукраїнського об'єднання «Громада» | комунальнизаклад Центральна Міська лікарня, завідувачка гінекологічного відділення                                                                              |
| 17                                                      | Максименко Андрій Анатолійович    | 03.11.2010            | вища             | член Політичної партії Всеукраїнського об'єднання «Громада» | приватний підприємець |
| 21                                                      | Сирцова Інна Вітольдівна          | 03.11.2010            | вища             | член Політичної партії Всеукраїнського об'єднання «Громада» | загальноосвітня школа № 12, директор |
| Політична партія «Сильна Україна»                       |                                   |                       |                  |                                                             | |
| б/м                                                     | Веремеєнко Едуард Васильович      | 03.11.2010            | вища             | член Політичної партії «Сильна Україна»                     | представництво Української православної церкви в Верховній Раді України, керівник відділу по співробітництву з політичними та громадськими організаціями        |
| б/м                                                     | Плахута Віталій Дмитрович         | 03.11.2010            | вища             | член Політичної партії «Сильна Україна»                     | тимчасово не працює |
| Політична партія «Фронт Змін»                           |                                   |                       |                  |                                                             | |
| б/м                                                     | Алєксєєва Олена Юріївна           | 03.11.2010            | вища             | член Політичної партії «Фронт Змін»                         | ТОВ «Союзагротрейд», фінансовий директор |
| 24                                                      | Матвієнко Леонід Іванович         | 03.11.2010            | вища             | член Політичної партії «Фронт Змін»                         | приватний підприємець |